# Älvsborg radio
För andra betydelser, se Älvsborg (olika betydelser).
Älvsborg radio var en kustradiostation, ägd av marinen, som hade rollen som kommunikationscentral för marinens verksamhet på västkusten från 1939 och fram till stationens avbemanning år 2000.

## Stationens historia

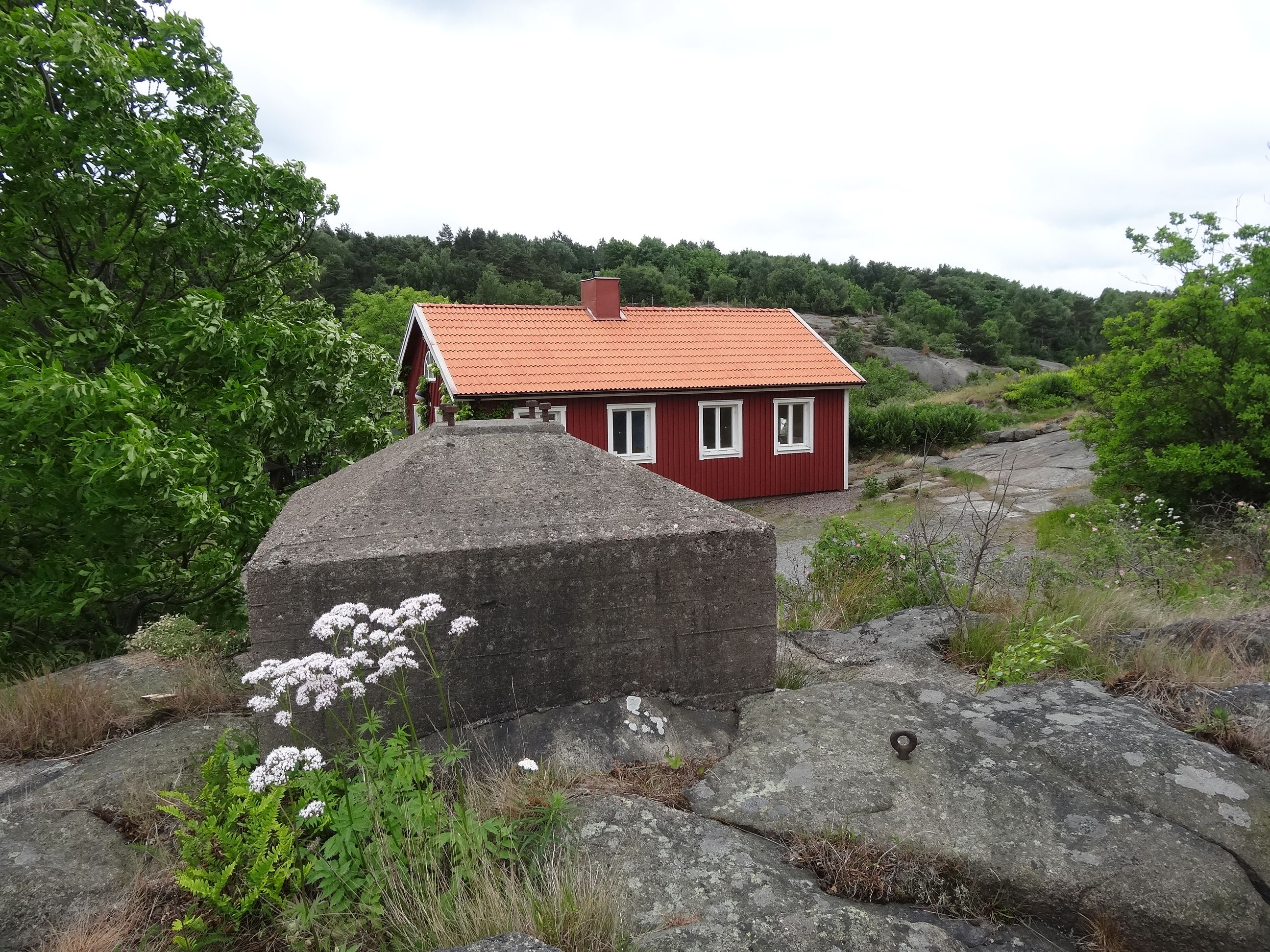
Den ursprungliga stationsbyggnaden för Älvsborg radio på Lilla Billingen, byggnad 39, står fortfarande kvar. Av antennanläggningen återstår bara fundament.

### Inledning
Då kustradiostationen Göteborg radio startade sin verksamhet 1911 på "Gnistängen" vid Kungssten, var det ett samarbete mellan marinen och Telegrafstyrelsen. Från 1912 var telegrafstyrelsen ensam ägare, men viss personal från marinen fanns på plats ytterligare några år.
Då krigshotet blev överhängande i slutet av 1930-talet, beslöt marinledningen på sommaren 1939 att snabbt bygga en egen radiostation på västkusten. Placeringen blev Lilla Billingen, inom flottbasen Nya Varvets område i Göteborg. Planen med 2 stycken 48 meters master, en på Lilla och en på Stora Billingen och en stationsbyggnad i trä med långvåg-, kortvåg och UKV-sändare och mottagare förverkligades tidigt under 1940, men visade sig vara mindre lyckad. Dels fanns radiotekniska problem, dels behov av bergrum. Då ett antal verksamheter konkurrerade om utrymmet och störde varandra letade marinledningen snart efter en bättre stationsplats.
Efter utvärdering valdes, troligen under senhösten 1940, skären Hängesten vid Näset i sydvästra Göteborg som ny stationsplats. Efter en forcerad installationsprocess kunde personalen börja arbeta i Älvsborg radios nya fullträffsäkra anläggning år 1942 med civil anropssignal SHY. 2 stycken 50 meters antennmaster fanns nu uppställda dels på ön Hängesten, dels på Hängestensskär.

### Flytt till Munkedal
En tid efter andra världskrigets slut planerades för en ny flyttning av sändarna från Hängesten, för att möjliggöra bättre sändning och mottagning på flera frekvenser. Bland nya föreslagna platser fanns bland annat Fiskebäck. Då den marina organisationen ändrades 1957 från Marindistrikt till Marinkommando (MKV), flyttade nya chefen in i en ledningsanläggning nära Munkedal. Eftersom radiokommunikation i anslutning till ledningsplatsen var ett bra alternativ, beslöts att Älvsborg radio skulle flytta till samma område redan 1958. Flytten var genomförd och stationen operativ i Munkedal 1962.
Förutom marina verksamheter på västkusten fanns från 1974 även kommunikation mellan Älvsborg radio och svenska FN-förband via kortvåg, och 1977 installerades nya logperiodiska riktantenner. År 1980 ansvarade stationen för radiotrafiken till statsisbrytaren Ymer på sin expedition "Ymer 80" till Norra ishavet.

### Åter till Göteborg
Under 1980-talet planerades för en flyttning av Älvsborg radios mottagarexpedition till Käringberget i Göteborg. År 1987 genomfördes flytten och på grund av personalminskning och reducerat öppethållande togs långresetrafiken över av Karlskrona radio. Ny flyttning ägde rum till gemensamma lokaler i Käringberget med sjöbevakningscentralen 1996. Datorstöd infördes och den gamla anläggningen i Munkedal avinstallerades och förstördes. År 2000 togs beslut om avbemanning av expeditionsplatser, och stationens utrustning fjärrstyrdes därefter från Marinens Radios anläggningar i Karlskrona och Stockholm.